# Giovanni Domenico Cerrini
Giovanni Domenico Cerrini (1609–1681), ook wel Gian Domenico Cerrini of il Cavalier Perugino genoemd, was een schilder uit de Barok periode, geboren in Perugia en voornamelijk actief in Rome en grotendeels beïnvloed door schilders van de Bolognese School.

## Biografie
Cerrini ging aanvankelijk in de leer bij Giovanni Antonio Scaramuccia, maar verhuisde in 1638 naar het Romeinse atelier van Guido Reni. Hij werd hoe dan ook sterk beïnvloed door Lanfranco, Guercino, Domenichino en Andrea Sacchi. Hij werd bezocht door de familie van kardinaal Bernardino Spada. Kardinaal Giulio Rospigliosi gaf hem de opdracht om de koepel van Santa Maria della Vittoria (1654–1655) te versieren. 
Hij verhuisde in 1656 naar Florence om te werken aan het Medici-hof, waar hij talloze classicistische werken creëerde. In 1661 keerde hij terug naar Rome waar hij tot zijn overlijden verbleef.

## Werken
De Romeinse kunstverzamelaar Lione Pascoli schreef in 1736 dat Cerrini erin slaagde een stijl te ontwikkelen met figuren bestaande uit golvende en zachte contouren, weergegeven met een lichte en melkachtige kleur.
Schilderijen van hem zijn te vinden in veel van de kerken van Rome, waaronder Santa Maria in Transpontina, San Carlo alle Quattro Fontane, Santa Maria in Vallicella, San Carlo ai Catinari, Santissimo Sudario dei Piemontesi, Sant'Isidoro, evenals in Galleria Colonna, Palazzo Spada, en de kunstgalerie Palazzo Corsini.

## Galerij

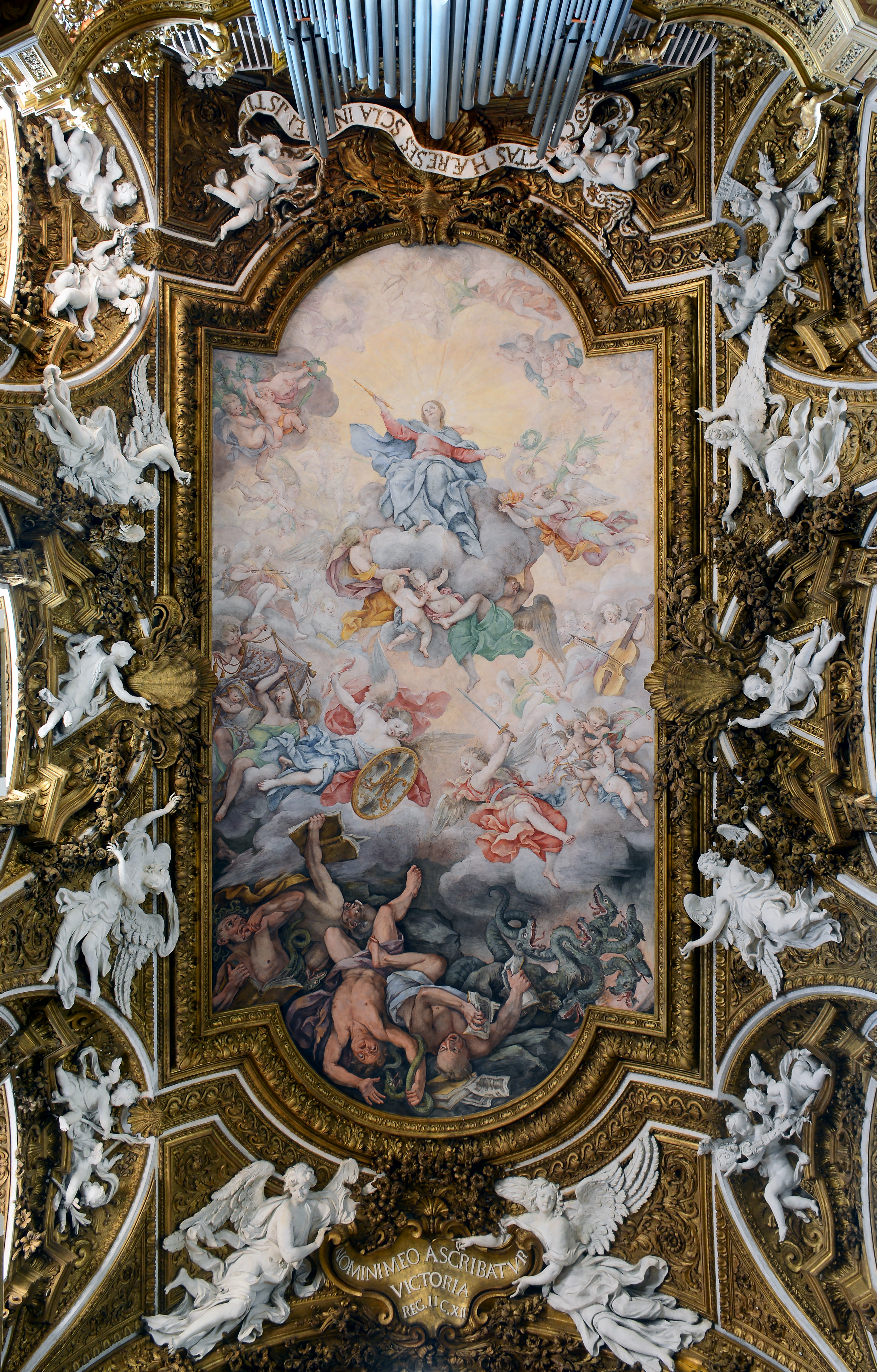
De Maagd Maria triomfeert over ketterij, plafond in de Santa Maria della Vittoria, Rome
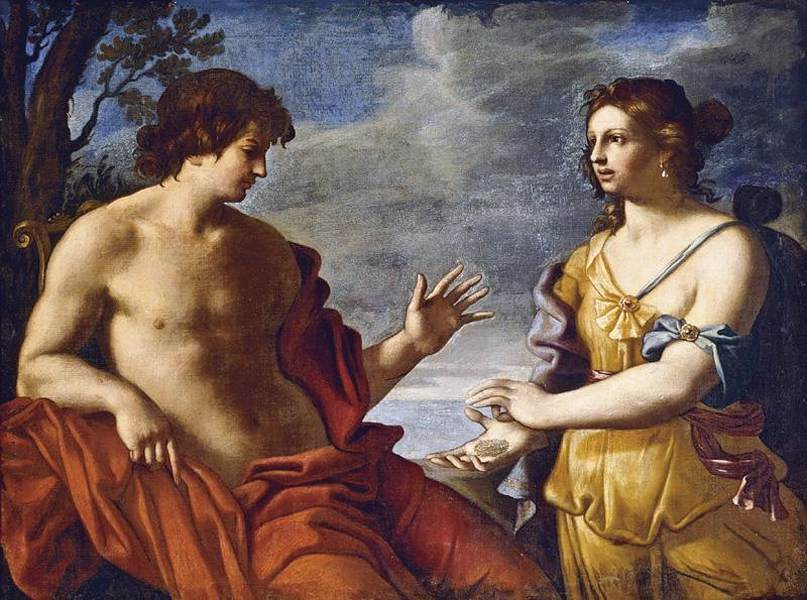
Apollo en de Sibille van Cumae (detail).